# Chorągiew husarska koronna Feliksa Kazimierza Potockiego

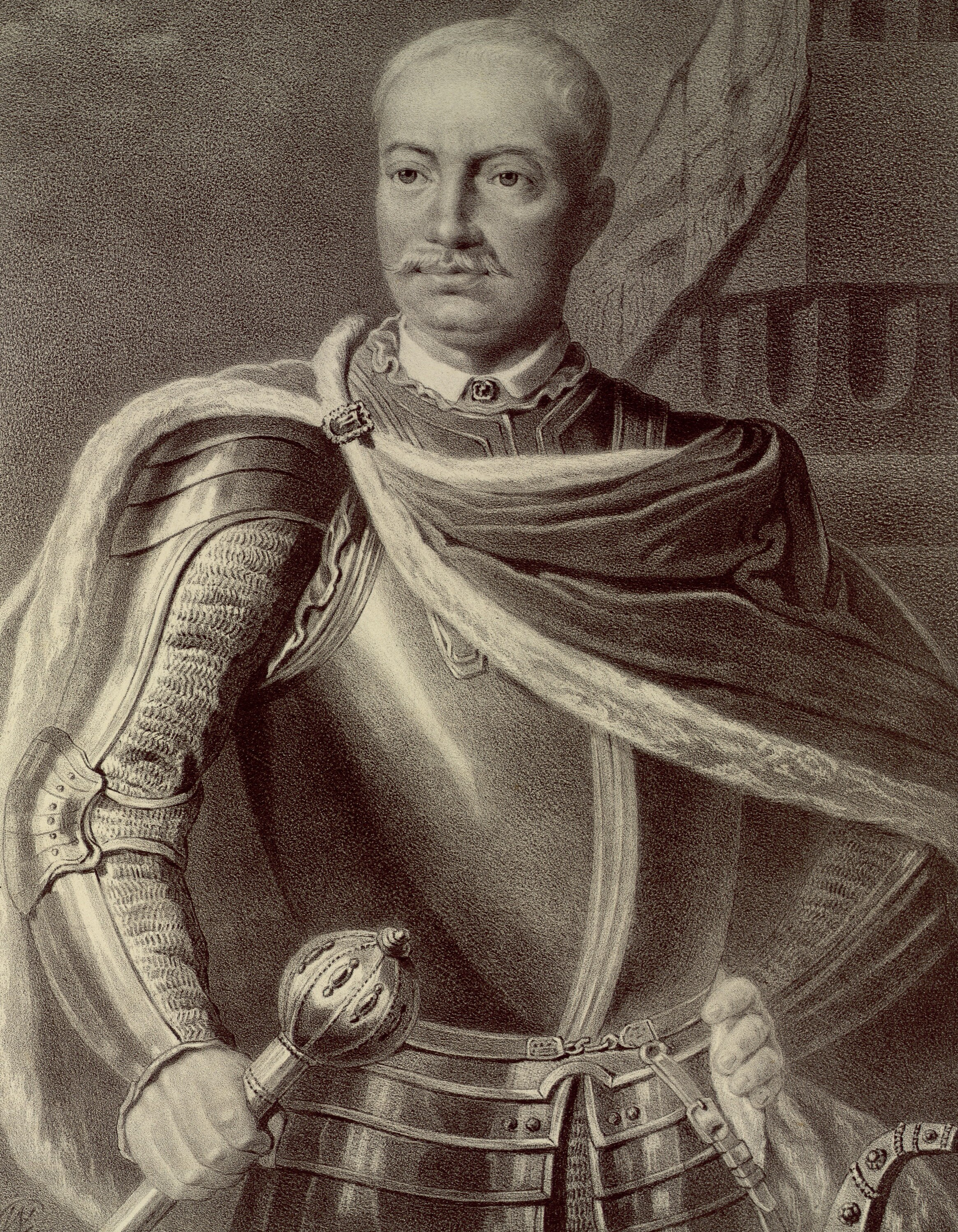
Feliks Kazimierz Potocki herbu Pilawa

Chorągiew husarska koronna Feliksa Kazimierza Potockiego – chorągiew husarska koronna II połowy XVII wieku, okresu wojen Rzeczypospolitej z Turcją i Rosją.
Fundatorem i patronem chorągwi był wojewoda krakowski Feliks Kazimierz Potocki herbu Pilawa, a faktycznym dowódcą - Krzysztof Skarbek herbu Abdank.
Żołnierze chorągwi znaleźli się w kompucie wojsk koronnych pod Wiedniem w 1683 (120 koni) i wzięli udział w wojnie polsko-tureckiej 1683-1699.